# Jonghyun
Pour les articles homonymes, voir Kim.
Dans ce nom coréen, le nom de famille, Kim, précède le nom personnel.
Kim Jong-hyun (hangeul : 김종현 ; hanja : 金鐘鉉), ayant eu pour nom de scène Jonghyun (hangeul : 종현 ; hanja : 鐘鉉), était un chanteur, danseur, parolier, écrivain et animateur de radio sud-coréen, né le 8 avril 1990 à Séoul et mort le 18 décembre 2017 dans la même ville. De 2008 jusqu'à son décès, il était le chanteur principal du boys band sud-coréen SHINee ainsi que du groupe SM The Ballad (2010-2017) aux côtés de Taeyeon (SNSD). De janvier 2014 à avril 2017, il a été animateur radio chaque soir de minuit à 2 h du matin sur l'émission Blue Night.
À côté de ses activités de groupes, Jonghyun a mené une carrière en solo avec beaucoup de succès. Il sort son premier mini-album nommé Base, le 12 janvier 2015, puis un album-compilation, Story Op.1 (en), le 17 septembre 2015. Il sort son premier album studio, intitulé She Is le 23 mai 2016, et un deuxième mini-album, Story Op.2, le 24 avril 2017. Durant sa carrière, Jonghyun a écrit et composé de nombreux titres musicaux dans l'industrie de la K-pop, notamment pour son groupe SHINee dont le titre Juliette (2009), mais également pour la chanteuse IU sur le titre A Gloomy Clock (2013), le groupe EXO sur Playboy (2015) et la chanteuse Lee Hi sur le titre Breath (2016).  
Après son décès, sa maison de disque, SM Entertainement, sort le 23 janvier 2018 un album studio posthume du chanteur, intitulé Poet I Artist. Enregistré plusieurs mois avant sa mort et initialement prévu pour sortir en janvier 2018, il s'agit du dernier album de l'artiste de son vivant. L'héritage musical de Jonghyun est aujourd'hui entretenu par sa famille sous l'association Shiny : cette association vient en aide aux artistes souffrant durant leur carrière et aide à former de jeunes artistes en situation financière difficile.

## Biographie

### Enfance, éducation et débuts
Jonghyun est né le 8 avril 1990 à Séoul. Il a une sœur plus âgée, du nom de Kim So-dam, dont il a toujours affirmé être extrêmement proche. Depuis enfant, Jonghyun reste passionné par la musique et souhaite devenir chanteur et danseur. Cette décision a eu pour conséquence le désaccord de son père. Pendant toute sa carrière musicale, et contrairement à sa mère et à sa grande sœur, Jonghyun n'a jamais désigné son père lorsqu'il remerciait ses proches dans ses discours, mais également lors des interviews.
Au lycée, Jonghyun fait partie d'un groupe musical avec plusieurs amis et occupe la place de bassiste. Il sait également jouer du piano et de la guitare à des niveaux variés. Son groupe fait de nombreux festivals dans sa région. À l'âge de 15 ans, Jonghyun se fait repérer rapidement lors d'un concert par un agent de la maison de disque SM Entertainment de par sa prestation musicale ainsi que pour son physique. À la suite de cette rencontre, il auditionne pour le S. M. Casting en 2005. Jonghyun débute en tant que stagiaire et suit une formation de trois ans à la SM Entertainement. Il a eu l’occasion de chanter en compagnie de l'artiste chinoise Zhang Li Yin sur son album I Will.
Il est diplômé après avoir obtenu son baccalauréat. À peine âgé de 18 ans, Jonghyun termine sa formation chez SM et devient dès 2008 le chanteur principal du groupe idol masculin SHINee.

### Carrière
Au moment où Jonghyun commence sa carrière au sein du groupe SHINee, l'industrie pop-coréenne n'était pas encore aussi reconnue et exportée. La vague Hallyu est née en 2008 grâce à des groupes précurseurs tels que SHINee, mais également grâce à d'autres tels que BigBang (groupe), Girl's Generation, 2NE1, Super Junior... La notoriété du groupe a rapidement pris de l'ampleur jusqu'à devenir l'un des groupes de musique pop les plus reconnus dans le monde[réf. souhaitée]. Actuellement, SHINee est considéré comme l'un des piliers de la musique pop-coréenne contemporaine[réf. souhaitée].
Il est nommé « plus belle voix de Corée » par de nombreux sondages[réf. souhaitée].
Il reprend aussi les chansons « One Million Roses » et « Y Si Fuera Ella ».

#### 2008-2017 - Le groupe SHINee
Le boys band fait ses débuts le 25 mai 2008 sur SBS avec leur single promotionnel, Noona Neomu Yeppeo / Noona You're so Pretty (Replay). Ils sortent plusieurs albums en Corée du Sud et au Japon, qui sont tous des succès commerciaux. SHINee aurait vendu près d'un million d'albums dans ces deux pays depuis. Depuis leurs débuts, SHINee a remporté de nombreux prix.
Le groupe participe à plusieurs Reality-Shows comme Hello Baby et à l'émission One Wonderful Day.
Jonghyun et les autres membres du groupe participent également au SM TOWN direct '10 World Tour ainsi qu'à l'organisation de leur propre concert, SHINee World I, II et III. Le SM Town a eu lieu au Madison Square Garden à New York le 23 octobre 2011. Le spectacle était complet. Par la suite SHINee signe un contrat avec EMI Music Japan, et le 22 juin 2011, ils font leurs débuts japonais avec un remake de leur single coréen Noona Neomu Yeppeo

#### Compositions

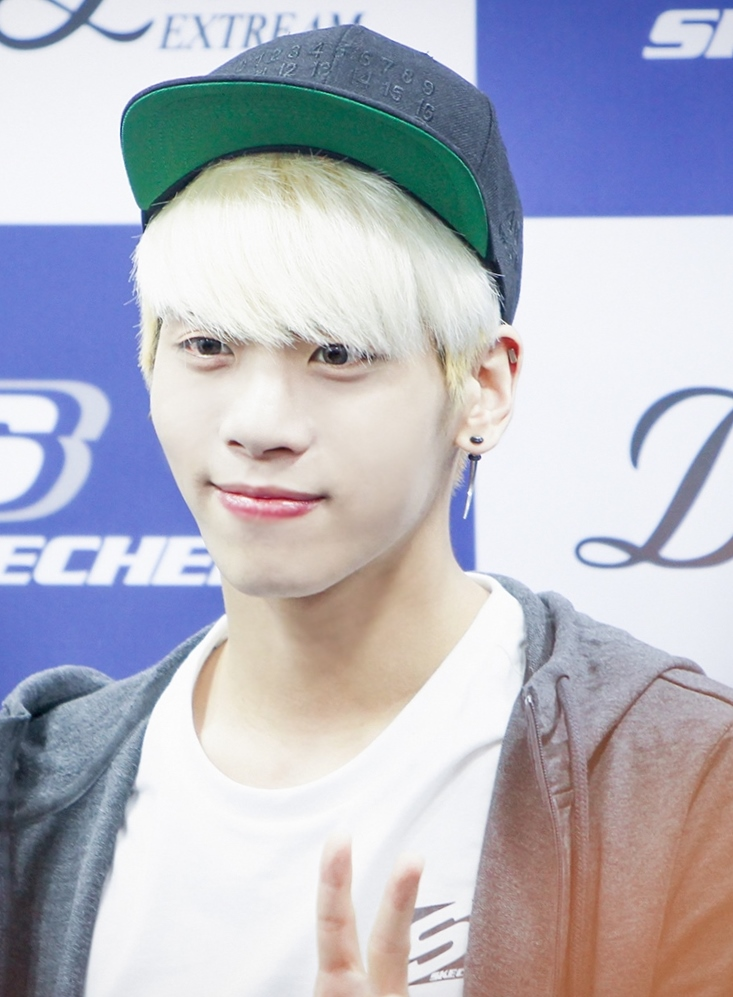
Jonghyun en 2014.

Son rêve était de devenir compositeur parolier, Jonghyun écrit depuis qu'il est au collège.
Il est l'auteur des chansons « Juliette » (dans l'album Romeo), « Obsession » et une partie de « Up & Down » (dans l'album Lucifer). Il a également écrit « Honesty » et « Alarm Clock » dans l'album Sherlock, « Spoiler » de l'album The Misconceptions Of You, Chapter 1: Dream Girl, Orgel, Dangerous (Medusa II) de l'album The Misconceptions Of Me, Chapter 2: Why So Serious ainsi que Better Off, Selene 6.23 dans le repackage The Misconceptions Of Us, View et Odd Eye dans l'album Odd, une partie de la chanson Chocolate dans le repackage Married To The Music puis les paroles de Symptoms dans l'album Everybody et bien d'autres.
Il a aussi écrit des paroles pour différents artistes comme la chanson « Red Candle » de Son Dambi, Glommy Clock de IU (avec qui il l’interprète) ou encore la célèbre  ballade de Lee Hi Breath.

#### 2010-2017 - SM The Ballad
En novembre 2010, SM Entertainment révèle la participation de Jonghyun, avec Jay de TRAX, Kyuhyun des Super Junior et une nouvelle recrue, Jinho (Pentagon), pour former le groupe SM The Ballad réunissant les plus belles voix de l'agence. Le boys band se concentre sur les ballades et sort son premier album, Miss You, le 29 novembre 2010. Ils font leurs débuts à la télévision le 28 novembre 2010 sur SBS à l'Inkigayo avec leur premier single Miss You.
Ils ont également publié par la suite un autre single de l'album, intitulé Hot Times.
Récemment[Quand ?], un nouvel album du groupe, Breath a été réalisé avec de nouveaux membres tels que Chen du groupe EXO, YeSung des Super Junior et des artistes chinois. Jonghyun y interprète A Day Without You en compagnie de Chen.

#### Décembre 2017 - Mort et hommage national
2017 fut une année bien remplie pour Jonghyun : il venait de réaliser plusieurs grands concerts auprès de son groupe SHINee, 22 concerts en solo après la sortie de son mini-album Story Op.2 et plusieurs campagnes de promotion. Après la sortie de son cinquième mini-album en octobre 2016, SHINee prévoyait un grand retour sur scène avec un nouvel album pour 2018 et une série de concerts au Japon pendant le mois de février 2018. En fin d'année 2017, Jonghyun avait fini d'enregistrer un nouvel album prévu pour janvier 2018. Quelques jours avant ses deux derniers concerts solo (le 9 et 10 décembre 2017) tenus à Séoul, Jonghyun a remis une lettre d'adieu à Nine9, grande amie à lui, mais également chanteuse du groupe Dear Cloud et collègue lors de son ancienne émission de radio Blue Night. Jonghyun souhaitait que celle-ci soit publiée sur internet dans l'éventualité de son suicide. La chanteuse Nine9 a aussitôt fait en sorte de prévenir la famille de Jonghyun concernant l'état psychologique inquiétant du chanteur. Selon les médias, la famille de Jonghyun était déjà au courant des troubles mentaux du chanteur et avait déjà essayé de lui venir en aide.
Du 15 au 18 décembre 2017, Jonghyun loue une chambre dans un appartement-hôtel (deux jours et trois nuits) situé à Cheongdam-dong (Séoul). Le 18 décembre 2017, quelques heures avant sa mort, une caméra de surveillance filme Jonghyun se rendant dans une supérette pour y acheter un paquet de cigarettes, du soda et des friandises. Il s'agit des toutes dernières images du chanteur vivant. Le gardien du parking près de la supérette expliquera aux médias avoir remarqué le comportement étrange du chanteur, énervé et très hésitant, au moment où il décide de quitter les lieux à bord de sa voiture, une Lamborghini blanche. Vers 16 h 42, après plusieurs séries de messages, Jonghyun envoie un dernier message d'adieu par SMS sur le portable de la chanteuse Nine9 et de sa sœur, laquelle a rapidement alerté les autorités. À travers ses messages, Jonghyun avait l'intention de se suicider : « C'est mon dernier au revoir », « Les choses ont été si difficiles », « S'il te plaît, laisse-moi partir et dis que j'ai fait un bon boulot ». À 18 h 10, Jonghyun est retrouvé inconscient par la police dans sa chambre d'hôtel. Il est emmené à l'hôpital de l'université de Konkuk en état d'arrêt cardiaque et y meurt peu de temps après. Selon la police locale, les preuves retrouvées dans la chambre laissent penser à un suicide par intoxication au monoxyde de carbone. Les enquêteurs ont également retrouvé plusieurs papiers froissés dans la voiture du chanteur garée dans le parking souterrain de l'immeuble. La famille de Jonghyun a décidé de ne pas effectuer d'autopsie sur le corps du chanteur.
Après l'accord de sa famille, la chanteuse Nine9 publie la lettre d'adieu de Jonghyun sur son compte Instagram le jour de sa mort. Les obsèques ont donné lieu à des funérailles publiques, au centre médical Asan (Séoul), puis privées dans un lieu tenu secret. Dans son testament, Jonghyun a choisi sa sœur comme héritière de tous ses biens. Avant d'être enterré, le chanteur a souhaité faire don de ses organes.
Lors des funérailles catholiques publiques, de nombreuses célébrités sud-coréennes ont souhaité se rendre au cercueil de Jonghyun pour un dernier adieu. Parmi elles, plusieurs membres des groupes Girl's Generation, EXO, Super Junior, BTS, Red Velvet, F(x), Sulli (ex-membre F(x)), Pentagon, la chanteuse Hyuna, IU, mais également des acteurs et autres célébrités. Le jour de la procession, son cercueil a été porté par trois autres membres du groupe SHINee, Minho (ouvrant la marche et portant une plaque arborant un crucifix et du nom de Jonghyun), Taemin, Key et Onew, et par trois chanteurs du groupe Super Junior, autre groupe phare, géré par le même manager de la maison de disque SM Entertainment.
À l'âge de 27 ans, Jonghyun entre dans le club des 27 aux côtés de grands artistes influents tels que Jimi Hendrix, Jim Morrison, Kurt Cobain et Amy Winehouse. Sa mort brutale a beaucoup choqué la Corée du Sud, mais a également créé une vague d'émotion mondiale, tant la popularité du chanteur était grande. Relatée par de très nombreux médias internationaux, sa mort a fait prendre conscience des conditions difficiles des idoles dans l'industrie musicale pop-coréenne (dont les slaves contracts ou « contrats d'esclaves » aux clauses sévères) et de la pression omniprésente pesant sur l'ensemble de la société. Le suicide de Jonghyun n'est malheureusement pas anodin, puisque d'autres artistes coréens ont auparavant mis fin à leur jour dans des circonstances tout aussi brutales : on pense à Jang Ja-yeon (actrice, 29 ans) en 2009, Park Yong-ha (acteur, 32 ans) en 2010 et Ahn So Jin (chanteuse du groupe Baby KARA, 22 ans) en 2015. Néanmoins, la mort de Jonghyun relève d'un caractère inédit chez les suicides des stars coréennes : il était un solide pilier de la K-pop et un artiste mondialement connu. En 2009, l'actrice Park Jin-Hee avait écrit un article de recherche pour son master concernant le suicide chez les célébrités sud-coréennes : selon elle, près de 40% des acteurs en Corée du Sud ont déjà pensé au suicide en raison du manque de vie privée, du harcèlement en ligne, de l'instabilité des revenus et de la peur de ne plus voir leur talent aussi apprécié par l'industrie ou le public.
Plusieurs hommages se sont succédé dès l'annonce de sa mort :
- Les membres du groupe SHINee ont posté chacun un hommage public d'abord sur leur propre compte Instagram, puis ont relayé chacun des lettres officielles écrites concernant l'avenir du groupe le 8 janvier 2018. Avec le soutien de la mère de Jonghyun, les membres du groupe ont décidé de maintenir la série de concerts nippons prévue initialement pour février 2018[21]. Taemin, membre du groupe SHINee, a interrompu immédiatement la promotion de son nouvel album dès la mort du chanteur[22].
- Le monde de la K-pop et du divertissement ont montré leur soutien et tristesse face à son décès :
  - Les chanteuses IU, Taeyeon (SNSD), Lee Hi, Sunny (SNSD), Yeri (Red Velvet) mais également le groupe Super Junior, EXO et le chanteur Hyunseung (ex-membre du groupe Beast, membre de Trouble Maker) ont rendu hommage au chanteur, la plupart sur les pages officielles de leurs réseaux sociaux ou encore lors de concerts privés. Le décès de Jonghyun a provoqué le report de nombreuses émissions musicales, événements et concerts dans l'industrie pop-coréenne pendant les jours qui ont suivi.
  - Le 25 décembre 2017, lors de la cérémonie du SBS Gayo Daejun 2017, les groupes EXO, Red Velvet et NCT ont rendu hommage au chanteur devant les caméras en portant un ruban noir noué avec pour mot « RIP J.H » (Repose en paix J.H)[23].
  - Lors de ses dernières dates de concert pour 2017, Taeyeon (Girl's Generation) a réalisé ses performances au côté d'un sapin de Noël décoré. Il s'agit d'un cadeau offert précédemment par Jonghyun pour Taeyeon[24].
  - Le 11 janvier 2018, lors de la 32e cérémonie des Golden Disc Awards la maison de disque YG Entertainment a voulu rendre hommage à Jonghyun en présentant sur grand écran des extraits vidéos et audios du chanteur, avant d'introduire la performance musicale de Lee Hi, artiste du même label, sur le titre Breathe, dont les paroles ont été écrites entièrement par Jonghyun en 2017. La chanteuse, très émue sur scène, ne s'est pas empêchée d'interrompre son chant pendant une bonne minute [25],[26].
  - Pendant la même cérémonie, la chanteuse IU, proche amie de Jonghyun, a remporté le trophée Digital Daesang (équivalent au Titre de l'année) pour son titre Through the Night. Après avoir reçu le trophée, IU a entièrement consacré son discours à son « précieux » ami Jonghyun : « Pour être honnête, je suis toujours très triste. J'ai perdu quelqu'un qui m'était précieux en tant que personne, en tant qu'ami et en tant qu'artiste dans un endroit très lointain. Je pense que je comprends partiellement pourquoi il était dans une telle douleur et pourquoi il souffrait tellement, c'est une émotion qui ne m'est pas complètement inconnue. Je suis toujours très triste, et je me sens désolée pour lui. Je suis sûre que je ne suis pas la seule à ressentir cette tristesse. Mais nous sommes des gens avec des vies quotidiennes tellement occupées, et nous devons faire notre programme pour le mois suivant, l'année suivante. Je suis triste et frustrée que notre réalité ne nous permettra pas d'enfouir cette tristesse autant que nous l'aurions voulu. Chérissez quand vous êtes heureux, pleurez quand vous êtes tristes, soyez faible quand vous êtes malades et ne soyez pas sous votre meilleur jour quand vous êtes malades... J'espère que ces choses naturelles peuvent être exprimées sans contraintes pour les artistes et ceux qui les voient [sous cet état] n'y pensent pas moins. Les artistes sont des personnes qui sont supposés consoler les autres et je comprends qu'ils doivent être professionnels, mais j'espère qu'ils prendront soin d'eux en premier comme ce sont des êtres humains aussi, et qu'ils peuvent se consoler entre eux de manière à ce qu'ils ne tombent pas malades ou ne soient blessés alors qu'ils essaient de cacher ces choses. J'espère sincèrement que cela ne se passera pas ainsi[27]. »
- Dans le classement 100 Most Handsome Faces List pour 2017, TC Candler et The Independent Critics ont rendu hommage au chanteur défunt : Jonghyun prône la 27e place du classement (en référence à l'âge de décès du chanteur), juste devant le chanteur et acteur russe Alex Sparrow et derrière David Beckham[28].

#### 2018 - Sortie de l'album posthume:Poet I Artist
Le 19 janvier 2018, soit un mois après le décès de Jonghyun, SM Entertainement annonce, via son compte officiel Instagram et sur celui du groupe SHINee, qu'un nouvel album du chanteur sortira le 23 janvier 2018 à midi (heure coréenne). Cet album studio posthume, intitulé Poet I Artist, a été enregistré plusieurs mois avant le décès de l'artiste. Il s'agit d'un album très attendu par les fans puisque, lors de son dernier concert (10 décembre 2017), Jonghyun avait chanté en inédit et en direct le titre Only One You Need de ce nouvel album. La chanson faisait allusion à la tristesse ressentie lorsqu'un proche nous quitte, mais qu'il fallait ne pas baisser les bras et continuer à vivre. La sortie de l'album est accompagnée d'un clip vidéo, enregistré entre le début et la moitié du mois de décembre 2017, sur le titre Shinin'. Un autre clip, sur le titre Before Our Spring, sort le 24 janvier 2018, jour de la sortie physique officielle de l'album. SM Entertainement précise que tous les fonds récoltés par la vente de cet album seront reversés directement à la mère de Jonghyun et à une association en aide aux personnes vivant dans le besoin.
Sur les 11 titres de l'album, Jonghyun a écrit toutes les paroles des chansons sauf Take the Dive. Il a également composé et arrangé tous les titres présents sauf la dernière chanson Before Our Spring. Le jour de la sortie de l'album, Poet I Artist atteint la première place du classement mondial des ventes d'album sur ITunes.

### Reconnaissance artistique, personnalité et image publique
Jonghyun est perçu comme une idole chanteur-danseur avec l'une des plus belles voix de Corée du Sud[réf. souhaitée] et l'un des paroliers les plus talentueux de sa génération[réf. souhaitée]. Son apparence physique lui a valu une popularité importante dans un pays tel que la Corée du Sud où la beauté et le physique sont fréquemment aux centres des attentions. Concernant les langues étrangères, Jonghyun a peu de vocabulaire en anglais mais le comprend bien. Ayant suivi des cours intensifs avec son groupe à la SM Entertainment, il parle couramment le japonais. 

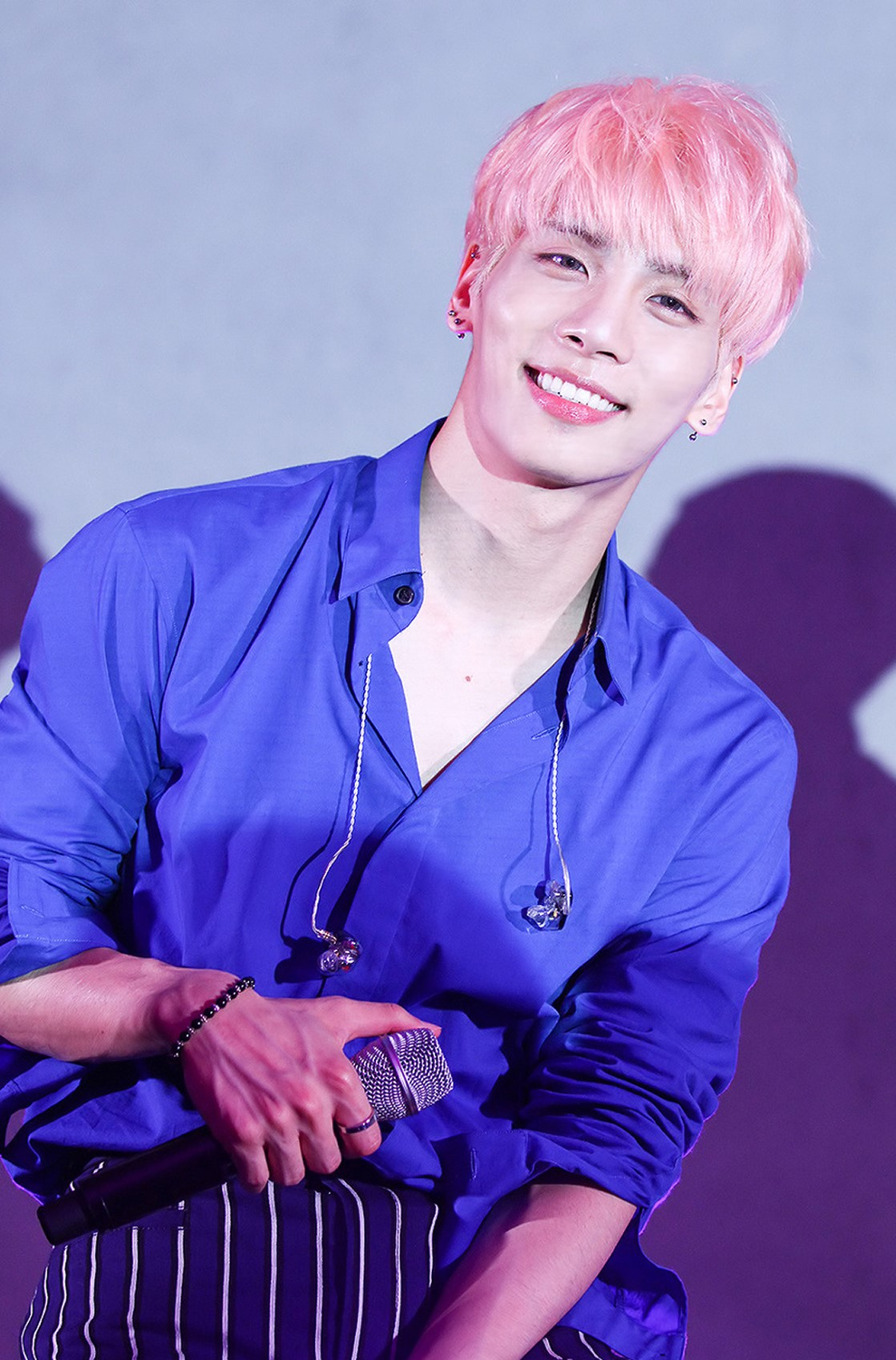
Jonghyun lors de l’événement Dazed x Boon The Shop en 2016.

De nature plutôt discret, les membres de son groupe ont déjà désigné Jonghyun comme étant très perfectionniste[réf. souhaitée] : il est travailleur et très concentré même lors des répétitions. Néanmoins, Jonghyun a été souffrant de dépression chronique pendant une longue période et il a avoué avoir eu souvent cette sensation d'être déprimé dans son enfance. Le début de sa maladie reste encore inconnue, mais Jonghyun a fait partie du programme thérapeutique lancé par la SM Entertainment pour calmer le stress et soigner la santé mentale de ses artistes sud-coréens. Les effets escomptés n'ont pas été à la hauteur pour le chanteur : dans sa lettre d'adieu, le chanteur reprochait vivement le comportement antipathique de son docteur et le problème de banalisation de sa dépression.
Sa sensibilité a été de nombreuses fois ressentie[style à revoir] à travers plusieurs actes et engagements publics : 
- Jonghyun a aidé la police de Busan à promouvoir la campagne de promotion contre les abus sur mineurs, intitulée "Don't Hit and Just Hug" (Ne frappe pas et enlace tout simplement)[36].
- Il a encouragé les personnes à être politiquement actives et à combattre les discriminations dans la société. À titre d'exemple, Jonghyun ne s'est pas caché pour avouer, lors d'une interview à la radio publique, sa déception concernant la réticence du gouvernement sud-coréen à faire pression sur le Japon à propos de l'histoire des femmes de réconfort.[37]
- Le 22 août 2014, il a participé au défi ALS Ice Bucket Challenge et a exprimé son souhait que sa participation puisse aider les personnes atteintes de la maladie de Charcot (SLA) et d'autres maladies rares. Il a donné des fonds pour la recherche sur la sclérose latérale amyotrophique[38].
- Le 9 avril 2015, Jonghyun a rendu hommage au naufrage du ferry Sewol et a exprimé son soutien aux familles touchées. Il a appelé ses fans à apporter chacun leur soutien aux familles des victimes et à envoyer un joyeux anniversaire aux victimes partageant la même date d'anniversaire que lui (8 avril)[39].
- Au côté des autres membres du groupe SHINee, il a participé à la promotion de la campagne de l'UNICEF " #HelpNepalChildren " visant à soulever des fonds pour venir en aide aux enfants népalais victime du tremblement de terre qui s'est déroulé au Népal en avril 2015[40]. En 2011, le groupe avait également participé à la campagne "Together for Africa" organisée par la Croix-Rouge coréenne et l'UNICEF pour venir en aide aux enfants africains en situation difficile[41].
- Jonghyun fait partie des rares célébrités à avoir pris parti et soutenu la cause LGBTI+ en Corée du Sud, sujet encore tabou dans la société. En effet, en décembre 2013 alors que des révoltes étudiantes ont lieu en Corée du Sud, Jonghyun change sa photo de profil sur son compte Twitter, pour afficher le message d'une jeune étudiante trans et bisexuelle appelant à un changement des mentalités de la société[42]. Après avoir rendu son soutien public, il a envoyé des messages privés à la jeune femme : « Je t'envoie ces messages parce que je crains t'avoir causé des ennuis à cause de mon tweet, une attention soudaine que tu ne veux peut-être pas. Je te soutiens. Étant un artiste, étant d'une minorité d'une autre définition qui doit gérer les réactions du public, je sens une grande perte dans ce monde où l'on n'accepte pas les différences. Bien sûr, cela n'est pas comparable à ce que tu vis. Je te soutiens publiquement pour assurer qu'être différent n'est pas une mauvaise chose. » Ce soutien public apporté à la communauté LGBTI+ vaut à Jonghyun des critiques de la part des médias conservateurs du pays, dont le parti politique d'extrême droite[43],[44].
- Sa grande sensibilité a été plusieurs fois perçue sur scène. Jonghyun est un chanteur très émotif mêlant facilement ses émotions dans ses performances. À titre d'exemple, on pense à la performance du titre Replay en 2015 lors du SHINee World IV à Séoul[45].

### Vie privée
Jonghyun est en couple avec l'actrice sud-coréenne Shin Se Kyung d'août 2010 à juin 2011,.

## Discographie

### En solo

#### Albums studio
| Titre         | Détails de l'album | Meilleures positions | Meilleures positions | Meilleures positions | Meilleures positions | Meilleures positions | Ventes                                                              |
| Titre         | Détails de l'album | COR                  | JPN                  | TW                   | US World             | US Heat              | Ventes                                                              |
| ------------- | --- | -------------------- | -------------------- | -------------------- | -------------------- | -------------------- | ------------------------------------------------------------------- |
| She Is        | - Date de sortie : 24 mai 2016 - Labels : SM Entertainment, KT Music - Formats : CD, téléchargement numérique                | 1                    | 21                   | 4                    | 4                    | 20                   | - COR : plus de 57 163 - JPN : plus de 3 279,                       |
| Poet I Artist | - Date de sortie : 23 janvier 2018 - Labels : SM Entertainemnt, KT Music - Formats : CD (24 janvier), téléchargement musique | 20                   | 10                   |                      | 1                    |                      | - COR : plus de 235 965 - JPN : plus de 14 750 - US : plus de 5 000 |

#### Compilations
| Titre      | Détails de l'album                                                                                                  | Meilleures positions | Meilleures positions | Meilleures positions | Ventes                                       |
| Titre      | Détails de l'album                                                                                                  | COR                  | TW                   | US World             | Ventes                                       |
| ---------- | --- | -------------------- | -------------------- | -------------------- | -------------------------------------------- |
| Story Op.1 | - Date de sortie : 17 septembre 2015 - Labels : SM Entertainment, KT Music - Formats : CD, téléchargement numérique | 3                    | 6                    | 7                    | - COR : plus de 25 955                       |
| Story Op.2 | - Date de sortie : 24 avril 2017 - Labels : SM Entertainment, KT Music - Formats : CD, téléchargement numérique     | 2                    | 30                   | 5                    | - COR : plus de 73 552 - JPN : plus de 2 524 |

#### Mini-album (EP)
| Titre | Détails de l'album                                                                                                | Meilleures positions | Meilleures positions | Meilleures positions | Meilleures positions | Ventes                 |
| Titre | Détails de l'album                                                                                                | COR                  | JPN                  | US Heat              | US World             | Ventes                 |
| ----- | --- | -------------------- | -------------------- | -------------------- | -------------------- | ---------------------- |
| Base  | - Date de sortie : 12 janvier 2015 - Labels : SM Entertainment, KT Music - Formats : CD, téléchargement numérique | 1                    | 14                   | 20                   | 1                    | - COR : plus de 99 864 |

#### Singles
| "Déjà-Boo" (feat. Zion.T)                                                             | 2015 | 1   | 21 | - COR (DL) : plus de 398 873 | Base                  |
| "Crazy (Guilty Pleasure)" (feat. Iron)                                                | 2015 | 5   | 12 | - COR (DL) : plus de 125 629 | Base                  |
| "End of a Day"                                                                        | 2015 | 26  | —  | - COE (DL) : plus de 137 555 | Story Op.1            |
| "Your Voice" (avec Heritage)                                                          | 2016 | 106 | —  | - COR (DL) : plus de 29 836  | Pas de sortie d'album |
| "She Is"                                                                              | 2016 | 14  | 19 | - COR (DL) : plus de 153 894 | She Is                |
| "Inspiration"                                                                         | 2016 | __  | 19 |                              | SM Station Saison 1   |
| "Lonely" (feat. Taeyeon)                                                              | 2017 | 1   |    | COR: plus de 228 413         | Story Op. 2           |
| "Shinin' "                                                                            | 2018 | 5   |    |                              | Poet \| Artist        |
| "Before Our Spring"                                                                   | 2018 | 67  |    |                              | Poet \| Artist        |
| "—" signifie que le morceau ne s'est pas classé ou n'est pas sorti dans cette région. |      |     |    |                              |                       |

#### Collaborations
| "Wrongly Given Love" (Zhang Liyin feat. Jonghyun)                                     | 2008 | —  | —  | NC                           | I Will                      |
| "A Gloomy Clock" (IU feat. Jonghyun)                                                  | 2013 | 6  | 11 | - COR (DL) : plus de 349 486 | Modern Times                |
| "Love Belt" (Jonghyun feat. Younha)                                                   | 2015 | 16 | __ | - COR (DL) : plus de 67 205  | Base                        |
| "Oh Yeah" (Uhm Jung-hwa feat. Jonghyun)                                               | 2016 | __ | __ |                              | The Cloud Dream of the Nine |
| "—" signifie que le morceau ne s'est pas classé ou n'est pas sorti dans cette région. |      |    |    |                              |                             |

#### Bandes originales
| "So Goodbye"                                                                          | 2011 | 28  | - COR (DL) : plus de 402 783 | City Hunter OST                        |
| "1 Out Of 100"                                                                        | 2013 | 148 | - COR (DL) : plus de 30 068  | The King's Dream OST                   |
| "She"                                                                                 | 2014 | 67  | - COR (DL) : plus de 55 727  | Birth of a Beauty OST                  |
| "That Name" (avec Taemin)                                                             | 2015 | 36  | - COR (DL) : plus de 102 429 | Who Are You: School 2015 OST           |
| "Beautiful Lady"                                                                      | 2015 | 118 | - COR (DL) : plus de 25 366  | Oh My Venus OST                        |
| "Only The Words I Love You"                                                           | 2015 | 62  | - COR (DL) : plus de 47 992  | Two Yoo Project - Sugar Man OST Part 5 |
| "—" signifie que le morceau ne s'est pas classé ou n'est pas sorti dans cette région. |      |     |                              |                                        |

## Filmographie

### Film
- 2012 : I AM. : Lui-même[79],[80].
- 2015 : SMTOWN The Stage : Lui-même

### Télévision
- 2011 : Immortal Song 2 : Lui-même
- 2014 : Music Show : Présentateur

### Émission de télévision
- 2008 : SHINee YunHaNam : Membre de l'émission
- 2009 : Hello Baby : Membre de l'émission
- 2012 : Shinhwa Broadcast
- 2012 : Knowing Brothers
- 2013 : SHINee's Wonderful Day : Membre de l'émission
- 2014 : Weekly Idol : Invité (épisode 272)

## Programmes de classements musicaux

### Inkigayo
| Année | Date       | Chanson    |
| ----- | ---------- | ---------- |
| 2015  | 18 janvier | "Déjà-Boo" |

### M! Countdown
| Année | Date       | Chanson    |
| ----- | ---------- | ---------- |
| 2015  | 22 janvier | "Déjà-Boo" |

### Music Bank
| Année | Date       | Chanson    |
| ----- | ---------- | ---------- |
| 2015  | 23 janvier | "Déjà-Boo" |

### Show! Music Core
| Année | Date       | Chanson     |
| ----- | ---------- | ----------- |
| 2015  | 17 janvier | "Déjà-Boo", |
| 2015  | 24 janvier | "Déjà-Boo", |

### Show Champion
| Année | Date       | Chanson    |
| ----- | ---------- | ---------- |
| 2015  | 21 janvier | "Déjà-Boo" |
| 2016  | 1er juin   | "She Is"   |

### The Show
| Année | Date       | Chanson     |
| ----- | ---------- | ----------- |
| 2015  | 20 janvier | "Déjà-Boo", |
| 2015  | 27 janvier | "Déjà-Boo", |
| 2016  | 31 mai     | "She Is"    |